# Hampea rovirosae
Hampea rovirosae är en malvaväxtart som beskrevs av Standley. Hampea rovirosae ingår i släktet Hampea och familjen malvaväxter. Inga underarter finns listade i Catalogue of Life.